# 「Yes」と答えて
『「Yes」と答えて』（イエスとこたえて）は、1997年7月16日に発売された桂銀淑の17枚目のシングルである。発売元はトーラスレコード。

## 解説
- 前年9月発売の「愛ひとつ 夢ひとつ」から名前表記を“ケイ・ウンスク（桂銀淑）”にしていたが、本作より本来の“桂銀淑”に戻した。
- 作曲には初めて弦哲也を起用。
- オリコン・シングルチャートでは最高76位ながら、100位内に14週間連続チャートインし、有線を中心にヒットした。
- ジャケット撮影は写真家藤井秀樹が担当。

## 収録曲
1. 「Yes」と答えて
  - 作詞: 荒木とよひさ、作曲: 弦哲也、編曲: 川村栄二
2. 悲しみはロシアから
  - 作詞: 荒木とよひさ、作曲: 弦哲也、編曲: 川村栄二